# Rhizotrogus truncatifrons
Rhizotrogus truncatifrons är en skalbaggsart som beskrevs av Bertoloni 1849. Rhizotrogus truncatifrons ingår i släktet Rhizotrogus och familjen Melolonthidae. Inga underarter finns listade i Catalogue of Life.